# Etapa Departamental de Amazonas 2025
La Etapa Departamental de Amazonas 2025 es la 55.ª edición del torneo organizado por la Liga Departamental de Fútbol de Amazonas, como parte de la Copa Perú 2025. En esta etapa participan los equipos campeones y subcampeones de las siete provincias del departamento de Amazonas, clasificados desde sus respectivas etapas provinciales. 
El campeonato otorga dos cupos para la Etapa Nacional de la Copa Perú 2025. 

## Formato
La temporada 2025 de la Etapa Departamental de Amazonas se disputará en dos fases: 

### Primera fase
La primera fase se divide en dos zonas geográficas:
Zona Norte
Está conformada por 6 equipos. Se jugarán tres llaves de eliminación directa, con partidos de ida y vuelta:
- Llave 1: 1.º de Condorcanqui vs 2.º de Bagua
- Llave 2: 1.º de Bagua vs 2.º de Utcubamba
- Llave 3: 1.º de Utcubamba vs 2.º de Condorcanqui

Zona Sur
Está conformada por 8 equipos. Se disputarán cuatro llaves de eliminación directa, con partidos de ida y vuelta:
- Llave 4: 1.º de Bongará vs 2.º de Luya
- Llave 5: 1.º de Luya vs 2.º de Bongará
- Llave 6: 1.º de Chachapoyas vs 2.º de Rodríguez de Mendoza
- Llave 7: 1.º de Rodríguez de Mendoza vs 2.º de Chachapoyas

En cada llave, el primer partido se jugará en casa del subcampeón provincial, y el encuentro de vuelta se disputará en el estadio del campeón.

### Segunda fase
Clasifican los siete ganadores de las llaves más el mejor cuarto equipo de la Zona Norte, conformando un total de 8 equipos. Estos se dividirán en dos grupos de 4 equipos cada uno:
- Grupo A: Ganadores de las llaves 6, 4, 5 y 3
- Grupo B: Ganadores de las llaves 2, 7, 1 y el mejor cuarto de la Zona Norte

Los grupos se jugarán en sistema de todos contra todos, con partidos de ida y vuelta, acumulando 6 fechas por grupo. Al término de esta fase, el equipo que finalice primero en cada grupo clasificará a la Etapa Nacional de la Copa Perú 2025.

## Equipos Participantes
Los equipos participantes en la Etapa Departamental de Amazonas 2025 corresponden a los campeones y subcampeones de las siete provincias del departamento, clasificados tras disputar sus respectivas ligas provinciales. 
| Provincia                    | Equipo                                   | Vía de clasificación                     | Estadio                                                          |  |
| ---------------------------- | ---------------------------------------- | ---------------------------------------- | ---------------------------------------------------------------- |  |
| Bagua 2 cupos                | Bagua F.C. Kala Gool                     | Campeón Provincial Subcampeón Provincial | Estadio Manuel Mesones Muro                                      |  |
| Bongará 2 cupos              | Unión Comercial San Valentín Shucayacu   | Campeón Provincial Subcampeón Provincial | Estadio Municipal de Jazan Estadio Comunal Yambrasbamba          |  |
| Chachapoyas 2 cupos          | Asoc. Amazonas F.C. C.S.D.C. Sachapuyos  | Campeón Provincial Subcampeón Provincial | Estadio Kuelap Chachapoyas                                       |  |
| Condorcanqui 2 cupos         | C.D. Unión Awajún C.D. Águila Chinganza  | Campeón Provincial Subcampeón Provincial | Estadio El Paraiso - Nieva Estadio Galilea (Rio Santiago)        |  |
| Luya 2 cupos                 | Sport Quiocta Corobamba C.D. Kuélap F.C. | Campeón Provincial Subcampeón Provincial | Estadio Blas Valera Estadio Municipal El Tingo                   |  |
| Rodríguez de Mendoza 2 cupos | C.D. Onchic C.D. Señor de Los Milagros   | Campeón Provincial Subcampeón Provincial | Estadio Toribio Rodríguez de Mendoza Esatdio Municipal de Longar |  |
| Utcubamba 2 cupos            | Bagua Grande F.C. Nueva Generación       | Campeón Provincial Subcampeón Provincial | Estadio Manuel Mesones Muro Estadio Playa Mar                    |  |

## Primera Fase
Los cruces de la Primera Fase fueron determinados en función de la proximidad geográfica entre los equipos. En cada llave, el subcampeón provincial actuará como local en el partido de ida, mientras que el campeón cerrará la serie jugando como local en el encuentro de vuelta. 
- La hora de cada encuentro corresponde al huso horario que rige a Perú (UTC-5).

| Llave   | Partido | Local                 | Resultado          | Visitante             | Fecha       | Estadio                     | Ciudad       | Hora  |
| ------- | ------- | --------------------- | ------------------ | --------------------- | ----------- | --------------------------- | ------------ | ----- |
| Llave 1 | Ida     | Kala Gool             | 2 - 1              | C.D. Unión Awajún     | 22 de junio | Estadio Manuel Mesones Muro | Bagua        | 15:00 |
| Llave 1 | Vuelta  | C.D. Unión Awajún     | 2 - 0 Global: 3-2  | Kala Gool             | 29 de junio | Estadio El Paraiso          | Nieva        | 15:00 |
| Llave 2 | Ida     | Nueva Generación      | 3 - 2              | Bagua F.C.            | 22 de junio | Estadio Playa Mar           | Cajaruro     | 15:00 |
| Llave 2 | Vuelta  | Bagua F.C.            | 3 - 1 Global: 5-4  | Nueva Generación      | 29 de junio | Estadio Manuel Mesones Muro | Bagua        | 15:00 |
| Llave 3 | Ida     | C.D. Águila Chinganza | 3 - 1              | Bagua Grande F.C.     | 22 de junio | Estadio Galilea             | Rio Santiago | 15:00 |
| Llave 3 | Vuelta  | Bagua Grande F.C.     | 9 - 3 Global: 10-6 | C.D. Águila Chinganza | 29 de junio | Estadio San Luis            | Bagua Grande | 15:00 |

| Llave   | Partido | Local                      | Resultado         | Visitante                  | Fecha       | Estadio                              | Ciudad               | Hora  |
| ------- | ------- | -------------------------- | ----------------- | -------------------------- | ----------- | ------------------------------------ | -------------------- | ----- |
| Llave 4 | Ida     | C.D. Kuélap F.C.           | 0 - 2             | Unión Comercial            | 22 de junio | Esatdio Municipal El Tingo           | El Tingo             | 15:00 |
| Llave 4 | Vuelta  | Unión Comercial            | 2 - 1 Global: 4-1 | C.D. Kuélap F.C.           | 29 de junio | Estadio Municipal de Jazan           | Jazan                | 15:00 |
| Llave 5 | Ida     | San Valentín Shucayacu     | 5 - 0             | Sport Quiocta Corobamba    | 22 de junio | Estadio Comunal Yambrasbamba         | Yambrasbamba         | 15:00 |
| Llave 5 | Vuelta  | Sport Quiocta Corobamba    | 3 - 2 Global: 3-7 | San Valentín Shucayacu     | 29 de junio | Estadio Blas Valera                  | Lamud                | 15:00 |
| Llave 6 | Ida     | C.D. Señor de Los Milagros | 2 - 0             | Asoc. Amazonas F.C.        | 22 de junio | Estadio Municipal de Longar          | Longar               | 15:00 |
| Llave 6 | Vuelta  | Asoc. Amazonas F.C.        | 6 - 2 Global: 6-4 | C.D. Señor de Los Milagros | 29 de junio | Estadio de Kuelap                    | Chachapoyas          | 15:00 |
| Llave 7 | Ida     | C.S.D.C. Sachapuyos        | 3 - 1             | C.D. Onchic                | 22 de junio | Estadio de Kuelap                    | Chachapoyas          | 15:00 |
| Llave 7 | Vuelta  | C.D. Onchic                | 0 - 2 Global: 1-5 | C.S.D.C. Sachapuyos        | 29 de junio | Estadio Toribio Rodríguez de Mendoza | Rodríguez de Mendoza | 15:00 |

### Clasificados a la segunda fase
Unión Awajún

Condorcanqui – Llave 1

Bagua F.C.

Bagua – Llave 2

Bagua Grande F.C.

Utcubamba – Llave 3

Unión Comercial

Bongará – Llave 4

San Valentín Shucayacu

Bongará – Llave 5

Amazonas F.C.

Chachapoyas – Llave 6

C.S.D.C. Sachapuyos

Chachapoyas – Llave 7

Nueva Generación

Utcubamba – Mejor 4.º Zona Norte

## Segunda Fase
Considerando los resultados de la primera fase, se conformaron dos grupos con los ocho clubes clasificados para disputar la segunda etapa del campeonato. 

### Grupo A
| Pos. | Equipo                 | Pts. | PJ | G | E | P | GF | GC | Dif. | Clasificación                  |
| ---- | ---------------------- | ---- | -- | - | - | - | -- | -- | ---- | ------------------------------ |
| 1    | Amazonas F.C.          | 15   | 5  | 5 | 0 | 0 | 21 | 5  | +16  | Clasificado a Etapa Nacional   |
| 2    | Bagua Grande F.C.      | 9    | 5  | 3 | 0 | 2 | 10 | 8  | +2   | Descienden a su liga de origen |
| 3    | Unión Comercial        | 3    | 5  | 1 | 0 | 4 | 8  | 14 | −6   | Descienden a su liga de origen |
| 4    | San Valentín Shucayacu | 3    | 5  | 1 | 0 | 4 | 10 | 22 | −12  | Descienden a su liga de origen |

Actualizado a los partidos jugados el 10 de agosto de 2025.
 Fuente: LDDFA

### Grupo B
| Pos. | Equipo              | Pts. | PJ | G | E | P | GF | GC | Dif. | Clasificación                  |
| ---- | ------------------- | ---- | -- | - | - | - | -- | -- | ---- | ------------------------------ |
| 1    | Bagua F.C.          | 14   | 6  | 4 | 2 | 0 | 13 | 5  | +8   | Clasificado a Etapa Nacional   |
| 2    | C.S.D.C. Sachapuyos | 10   | 6  | 3 | 1 | 2 | 18 | 11 | +7   | Descienden a su liga de origen |
| 3    | Nueva Generación    | 7    | 5  | 2 | 1 | 2 | 8  | 8  | 0    | Descienden a su liga de origen |
| 4    | Unión Awajún        | 0    | 5  | 0 | 0 | 5 | 11 | 26 | −15  | Descienden a su liga de origen |

Actualizado a los partidos jugados el 10 de agosto de 2025.
 Fuente: LDDFA

### Resultados de la fase 2
- La hora de cada encuentro corresponde al huso horario que rige a Perú (UTC-5). [6]

| Fecha 1 | Fecha 1                | Fecha 1   | Fecha 1             | Fecha 1                      | Fecha 1      | Fecha 1    | Fecha 1 |
| G.      | Local                  | Resultado | Visitante           | Estadio                      | Ciudad       | Fecha      | Hora    |
| ------- | ---------------------- | --------- | ------------------- | ---------------------------- | ------------ | ---------- | ------- |
| A       | Amazonas F.C           | 2 - 0     | Unión Comercial     | Estadio Kuelap               | Chachapoyas  | 6 de julio | 15:00   |
| A       | San Valentin Shucayaco | 1 - 2     | Bagua Grande F.C.   | Estadio Comunal Yambrasbamba | Yambrasbamba | 6 de julio | 15:00   |
| B       | Bagua F.C.             | 1 - 1     | C.S.D.C. Sachapuyos | Estadio Manuel Mesones Muro  | Bagua        | 6 de julio | 15:00   |
| B       | Nueva Generación       | 4 - 3     | Unión Awajun        | Estadio Mar y Playa          | Cajaruro     | 6 de julio | 15:00   |

| Fecha 2 | Fecha 2             | Fecha 2   | Fecha 2                | Fecha 2                    | Fecha 2      | Fecha 2     | Fecha 2 |
| Grupo   | Local               | Resultado | Visitante              | Estadio                    | Ciudad       | Fecha       | Hora    |
| ------- | ------------------- | --------- | ---------------------- | -------------------------- | ------------ | ----------- | ------- |
| B       | C.S.D.C. Sachapuyos | 0 - 1     | Nueva Generación       | Estadio Kuelap             | Chachapoyas  | 12 de julio | 15:00   |
| A       | Bagua Grande F.C.   | 0 - 1     | Amazonas F.C.          | Estadio San Luis           | Bagua Grande | 13 de julio | 15:00   |
| A       | Unión Comercial     | 2 - 3     | San Valentín Shucayacu | Estadio Municipal de Jazan | Jazan        | 13 de julio | 15:00   |
| B       | Unión Awajun        | 1 - 4     | Bagua F.C.             | Estadio El Paraiso         | Nieva        | 13 de julio | 15:00   |

| Fecha 3 | Fecha 3           | Fecha 3   | Fecha 3                | Fecha 3                     | Fecha 3      | Fecha 3     | Fecha 3 |
| Grupo   | Local             | Resultado | Visitante              | Estadio                     | Ciudad       | Fecha       | Hora    |
| ------- | ----------------- | --------- | ---------------------- | --------------------------- | ------------ | ----------- | ------- |
| A       | Amazonas F.C.     | 11 - 2    | San Valentín Shucayacu | Estadio Kuelap              | Chachapoyas  | 20 de julio | 15:00   |
| A       | Bagua Grande F.C. | 4 - 2     | Unión Comercial        | Estadio San Luis            | Bagua Grande | 20 de julio | 15:00   |
| B       | Bagua F.C.        | 1 - 0     | Nueva Generación       | Estadio Manuel Mesones Muro | Bagua        | 20 de julio | 15:00   |
| B       | Unión Awajun      | 3 - 4     | C.S.D.C. Sachapuyos    | Estadio El Paraiso          | Nieva        | 20 de julio | 15:00   |

| Fecha 4 | Fecha 4                | Fecha 4   | Fecha 4           | Fecha 4                      | Fecha 4      | Fecha 4     | Fecha 4 |
| Grupo   | Local                  | Resultado | Visitante         | Estadio                      | Ciudad       | Fecha       | Hora    |
| ------- | ---------------------- | --------- | ----------------- | ---------------------------- | ------------ | ----------- | ------- |
| B       | C.S.D.C. Sachapuyos    | 11 - 3    | Unión Awajun      | Estadio Kuelap               | Chachapoyas  | 26 de julio | 15:00   |
| A       | San Valentín Shucayacu | 2 - 4     | Amazonas F.C.     | Estadio Comunal Yambrasbamba | Yambrasbamba | 27 de julio | 15:00   |
| A       | Unión Comercial        | 1 - 3     | Bagua Grande F.C. | Estadio Municipal de Jazan   | Jazan        | 27 de julio | 15:00   |
| B       | Nueva Generación       | 2 - 2     | Bagua F.C.        | Estadio Mar y Playa          | Cajaruro     | 27 de julio | 15:00   |

| Fecha 5 | Fecha 5                | Fecha 5   | Fecha 5             | Fecha 5                      | Fecha 5      | Fecha 5     | Fecha 5 |
| Grupo   | Local                  | Resultado | Visitante           | Estadio                      | Ciudad       | Fecha       | Hora    |
| ------- | ---------------------- | --------- | ------------------- | ---------------------------- | ------------ | ----------- | ------- |
| A       | Amazonas F.C.          | 3 - 1     | Bagua Grande F.C.   | Estadio Kuelap               | Chachapoyas  | 3 de agosto | 15:00   |
| A       | San Valentin Shucayacu | 2 - 3     | Unión Comercial     | Estadio Comunal Yambrasbamba | Yambrasbamba | 3 de agosto | 15:00   |
| B       | Nueva Generación       | 1 - 2     | C.S.D.C. Sachapuyos | Estadio Playa y Mar          | Cajaruro     | 3 de agosto | 15:00   |
| B       | Bagua F.C.             | 3 - 1     | Unión Awajun        | Estadio Manuel Mesones Muro  | Bagua        | 3 de agosto | 15:00   |

| Fecha 6 | Fecha 6             | Fecha 6              | Fecha 6                | Fecha 6                    | Fecha 6      | Fecha 6      | Fecha 6 |
| Grupo   | Local               | Resultado            | Visitante              | Estadio                    | Ciudad       | Fecha        | Hora    |
| ------- | ------------------- | -------------------- | ---------------------- | -------------------------- | ------------ | ------------ | ------- |
| A       | Unión Comercial     | Partido no disputado | Amazonas F.C.          | Estadio Municipal de Jazan | Jazan        | 10 de agosto | 15:00   |
| A       | Bagua Grande F.C.   | Partido no disputado | San Valentin Shucayacu | Estadio San Luis           | Bagua Grande | 10 de agosto | 15:00   |
| B       | C.S.D.C. Sachapuyos | 0 - 2                | Bagua F.C.             | Estadio Kuelap             | Chachapoyas  | 10 de agosto | 15:00   |
| B       | Unión Awajun        | Partido no disputado | Nueva Generación       | Estadio El Paraíso         | Nieva        | 10 de agosto | 15:00   |

## Final
| Final Ida     | Final Ida | Final Ida  | Final Ida      | Final Ida   | Final Ida    | Final Ida | Final Ida |
| Local         | Resultado | Visitante  | Estadio        | Ciudad      | Fecha        | Hora      |           |
| ------------- | --------- | ---------- | -------------- | ----------- | ------------ | --------- | --------- |
| Amazonas F.C. | 0 - 3     | Bagua F.C. | Estadio Kuélap | Chachapoyas | 17 de agosto | 15:00     |           |

| Final Vuelta | Final Vuelta | Final Vuelta  | Final Vuelta                        | Final Vuelta | Final Vuelta | Final Vuelta | Final Vuelta |
| Local        | Resultado    | Visitante     | Estadio                             | Ciudad       | Fecha        | Hora         |              |
| ------------ | ------------ | ------------- | ----------------------------------- | ------------ | ------------ | ------------ | ------------ |
| Bagua F.C.   |              | Amazonas F.C. | Estadio Manuel Antonio Mesones Muro | Bagua        | 24 de agosto | 15:00        |              |

|                     |
|                     |
| Campeón Por definir |
| 1.º título          |
|                     |

## Representantes a la Etapa Nacional
Amazonas F.C.

Chachapoyas

Chachapoyas

Bagua F.C.

Bagua

Bagua